# Isimovo
Isimovo (orosz betűkkel: Ишимово, baskír nyelven: Ишeм) falu Oroszországban, a Baskír Köztársaságban, a Miskinói járásban.

## Népesség
- 2002-ben 215 lakosa volt, akik mindannyian marik.
- 2010-ben 193 lakosa volt.